# RNIE6 (Benin)
Die RNIE6 ist eine Fernstraße in Benin, die in Djougou beginnt und in Nikki, an der nigerianischen Grenze, endet. In Parakou kreuzt sie mit der RNIE2. Sie ist 296 Kilometer lang.